# Castello di Antesica
Il castello di Antesica  era un castello medievale, i cui resti sorgono sulla collinetta detta "Pozzo", nei pressi di Antesica, piccola frazione di Langhirano, in provincia di Parma. Sopravvivono soltanto pochi ruderi sparsi, sepolti dalla fitta boscaglia.

## Storia
L'originario castrum fu presumibilmente edificato intorno alla metà del X secolo in prossimità dell'insediamento longobardo di Antesica, citato per la prima volta in alcune pergamene del 958 rinvenute a Reggio nell'Emilia. I più antichi castellani dei quali esistono notizie furono probabilmente Teuzone, poi nominato vescovo di Reggio Emilia, ed Eunardo o Eunonardo da Antesica, menzionati in documenti del 972 per la loro partecipazione a un placito a Carpi.
Nel 999 e nel 1004 furono nominati in atti notarili relativi ad alcune compravendite i signori di Antesica Auteclerio del fu Giovanni e Guido del fu Adamo; quest'ultimo nel 1037 alienò buona parte del suo patrimonio ad Azzo del fu Everardo, il cui figlio Everardo nel 1072 lasciò i suoi beni al monastero di San Prospero di Reggio, all'abbazia di San Giovanni Evangelista, al monastero di Sant'Uldarico e alla diocesi di Parma.
Probabilmente nel XIV secolo il castello passò nelle mani dei Rossi, ma intorno al 1400 risultava appartenere ai duchi di Milano Visconti; nel 1402, approfittando della morte di Gian Galeazzo, Lodovico da Palù o della Palude ne prese possesso, ma pochi giorni dopo Pier Maria I de' Rossi attaccò il maniero e lo restituì a Giovanni Maria Visconti per dimostragli la sua apparente lealtà; in realtà Pietro si alleò coi da Fogliano e i da Correggio e istigò Lodovico da Palù a conquistare il castello visconteo di Neviano degli Arduini, con l'intento di cacciare i milanesi da Parma. L'anno seguente i parmigiani, temendo che il Rossi potesse rimpadronirsene, rasero al suolo la fortificazione di Antesica.
Nel 1408 i fratelli Giacomo e Pietro de' Rossi si allearono col marchese di Ferrara Niccolò III d'Este e gli presentarono istanza affinché quando fosse diventato signore di Parma garantisse loro la restituzione dei castelli di Carona, di Castrignano, di Tiorre e di Pariano e delle bastie di Sant'Andrea e di Mattaleto, oltre all'autorizzazione alla riedificazione delle rocche di Mulazzano, di Alberi, di Porporano, di Antesica e di Mamiano oppure della vicina Basilicanova.
Nel 1452 l'imperatore del Sacro Romano Impero Federico III d'Asburgo investì, forse senza alcun effetto, i da Correggio del maniero di Antesica, unitamente a numerosi altri del Parmense e del Reggiano.
Nel 1464 Pier Maria II de' Rossi assegnò nel testamento al figlio Bernardo i manieri di Castrignano, Beduzzo, Pugnetolo, Corniglio, Roccaferrara, Roccaprebalza, Corniana, Bosco di Corniglio e la terra di Cozzano, con Antesica e Mazza; morto Bernardo nel 1468, Pier Maria destinò al figlio Guido parte dei suddetti beni, tra cui Antesica, ma la guerra dei Rossi del 1482 impedì la successione e le terre passarono infine al vescovo di Parma, feudatario di Langhirano.
Il castello, completamente abbandonato, cadde in seguito in forte degrado, fino alla sua quasi completa scomparsa.